# Zarde Limeh
Les chutes de Zarde Limeh (persan : آبشار زرد لیمه , Ābshār-e Zard-e Limeh) sont une série de cascades situées dans la province de Tchaharmahal-et-Bakhtiari entre le district de Bazoft et la préfecture d'Ardal, en Iran,.

## Géographie
Les chutes de Zarde Limeh sont situées dans la province de Tchaharmahal-et-Bakhtiari, dans les monts Zagros aux confins du district de Bazoft et de la préfecture d'Ardal, lieu d'estivage de nombreux nomades bakhtiaris. Elles alimentent la rivière Bazoft, un affluent du fleuve Karoun qui prend sa source principale dans le massif de Zard Kuh.

## Caractéristiques
Les chutes de Zarde Limeh s'étendent, à l'altitude d'environ 1 300 m, sur 40 m en hauteur et 65 m en largeur. Elles sont entourées d'essences de platanes d'orient et de chênes du Zagros.

## Accès
Elles sont accessibles par la marche au départ de Bazoft et nécessitent environ 7 h de marche. La traversée de la rivière se fait au moyen d'une tyrolienne.

## Galerie de photographies

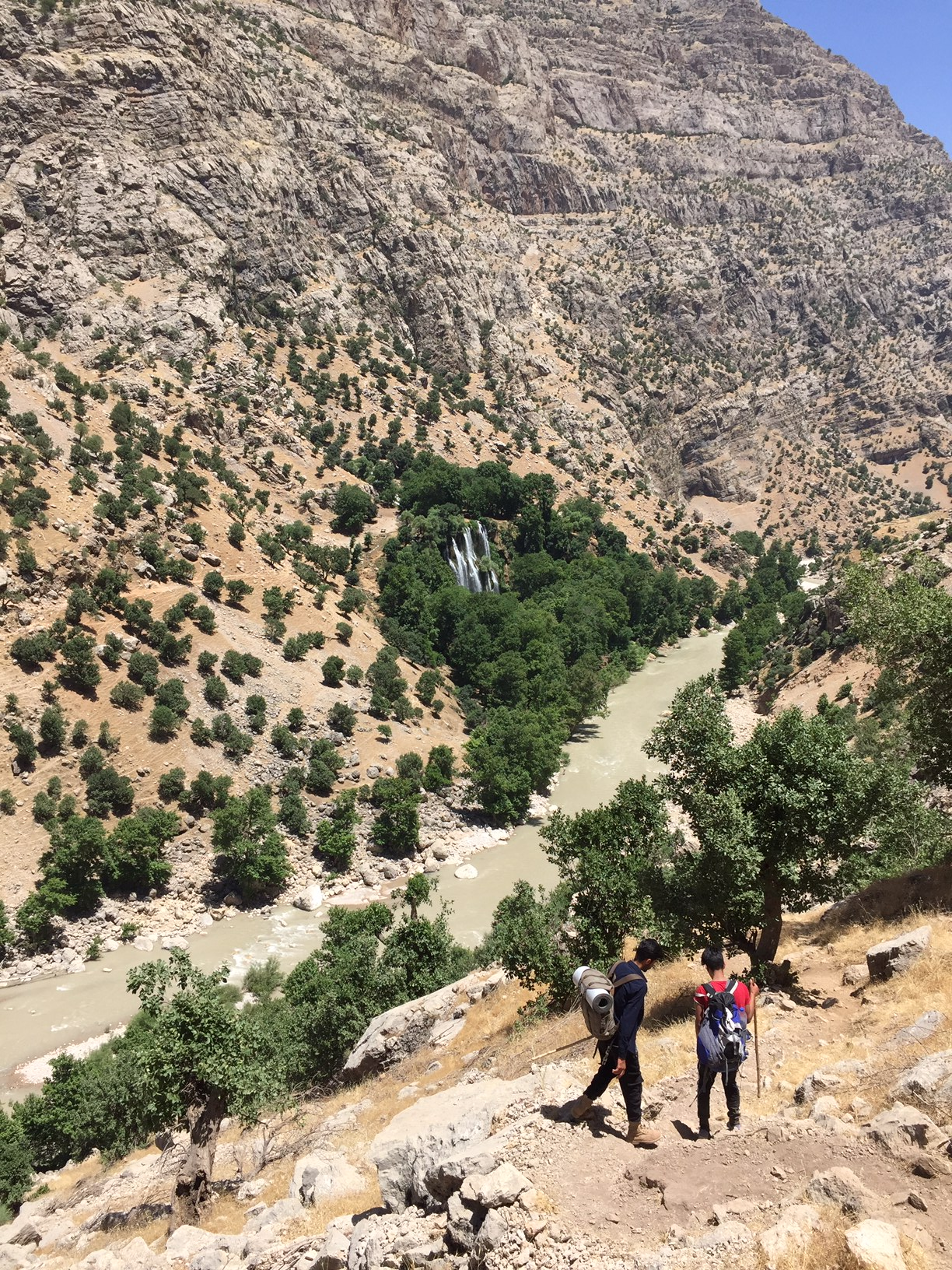
Vue des chutes de Zarde Limeh et de la rivière Bazoft.
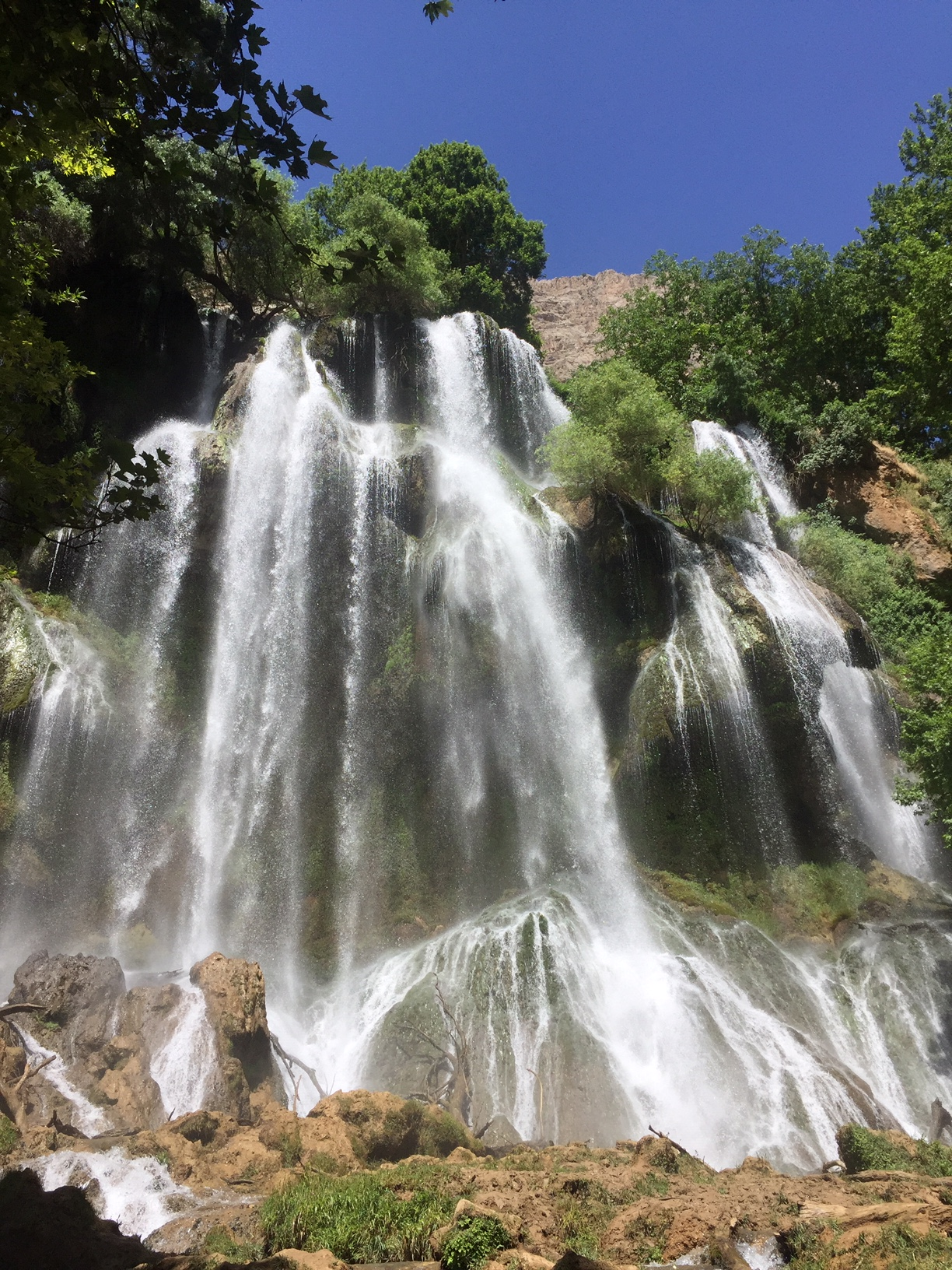
Chutes de Zarde Limeh.